# Cantera y taller de escultura de Yesemek
La cantera y taller de escultura de Yesemek es un museo a cielo abierto y un yacimiento arqueológico situado en la Provincia de Gaziantep, en Turquía. El sitio, con una superficie de 110 000 m², fue una cantera durante los periodos históricos  hitita y arameo.

## Geografía
El museo se encuentra al sur del pueblo de Yesemek, en el distrito de İslahiye de la provincia de Gaziantep. Se encuentra en las laderas occidentales del área montañosa situada al este del embalse de Tahtalı. Está a 1,5 km del pueblo, a 23 km de İslahiye y a 113 km de Gaziantep. Se puede acceder en carretera desde Gaziantep, İskenderun o Antakya.

## Historia de las excavaciones
Los restos fueron parcialmente desenterrados por el arqueólogo austriaco Felix von Luschan durante sus excavaciones en Zincirli, al norte del área, en 1890. Entre 1957 y 1961, el arqueólogo turco Bahadır Alkım llevó a cabo las excavaciones, revelando unas 200 esculturas. El trabajo más reciente fue llevado a cabo entre 1989 y 1991 por el también arqueólogo İlham Temizsoy, director del Museo de Civilizaciones Anatolias, que descubrió otro centenar de objetos. El sitio es ahora un museo a cielo abierto administrado por el Museo de Arqueología de Gaziantep.

## Historia del sitio

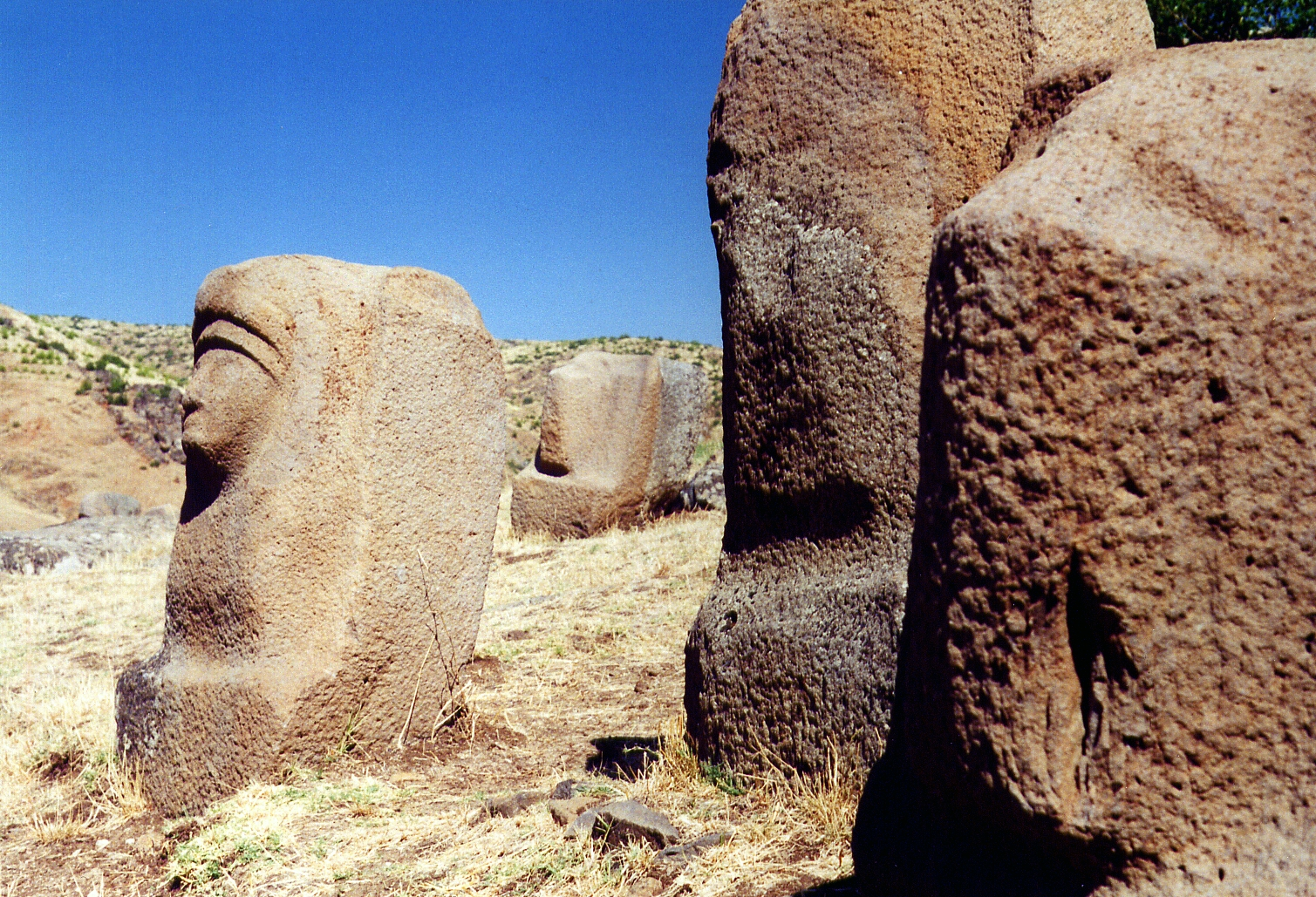
Esfinges.

El sitio se empleó como taller de escultura. Fue establecido por el emperador hitita Suppiluliuma I (que reinó entre 1344 y 1322 a. C.). Con la caída del Imperio hitita, es probable que se cesara la actividad, pero el taller volvió a estar activo en el siglo IX a. C., cuando Yesemek pertenecía al reino arameo de Sam'al. Los artefactos de este periodo muestran influencias arameas y asirias. En el siglo VIII a. C., el sitio cayó bajo el control de los asirios y fue de nuevo abandonado. No está claro si los artesanos simplemente dejaron de trabajar o si fueron transportados a la capital asiria. El área alrededor del taller está cubierta en su mayoría de basalto.
Entre los 300 objetos desenterrados, se encuentran esfinges, leones, carruajes, dioses, etc.

### Esculturas

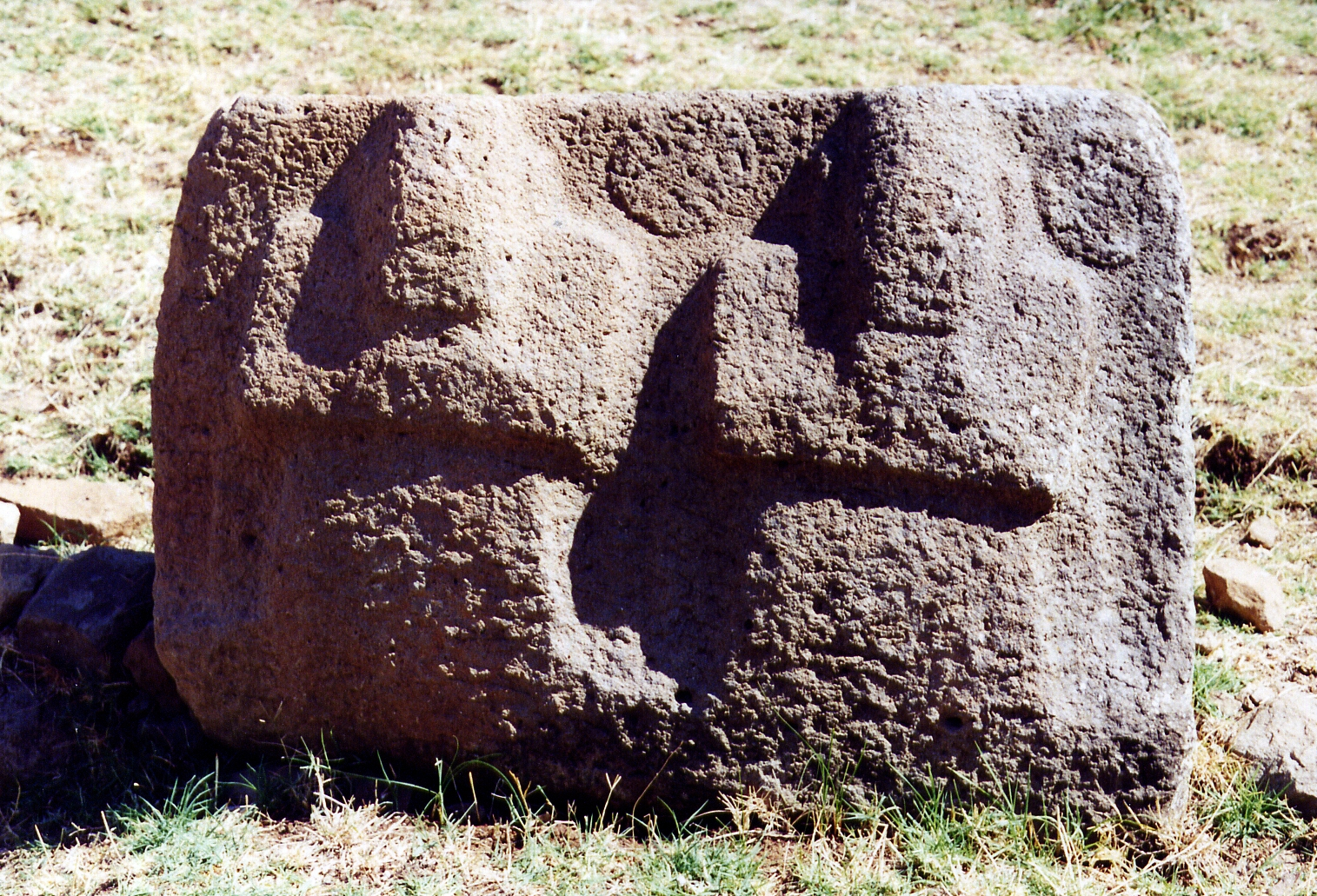
Dioses de las montañas.

Hay varios tipos básicos de esculturas en el sitio. La mayoría son esfinges con cabeza de mujer y cuerpo de león, o directamente leones, algunos de los cuales tienen alas. Estas esculturas de esfinges y leones estaban probablemente pensadas para flanquear los portones de las ciudades hititas y de sus palacios y templos, y son muy similares a las estatuas halladas en Hattusa y Alaca Höyük.
Además, se pueden citar grupos de dioses de las montañas con los brazos cruzados sobre el pecho, relieves de escenas de caza y un hombre-oso. Se cree que estos objetos fueron encargos especiales. Los dioses de las montañas se parecen a los usados como soporte en el santuario de Eflatun Pınar.
Se han descubierto esculturas en todas las fases de su producción. Una esfinge particularmente notable descubierta en Zincirli está expuesta en el Museo de Gaziantep.

### Cantería

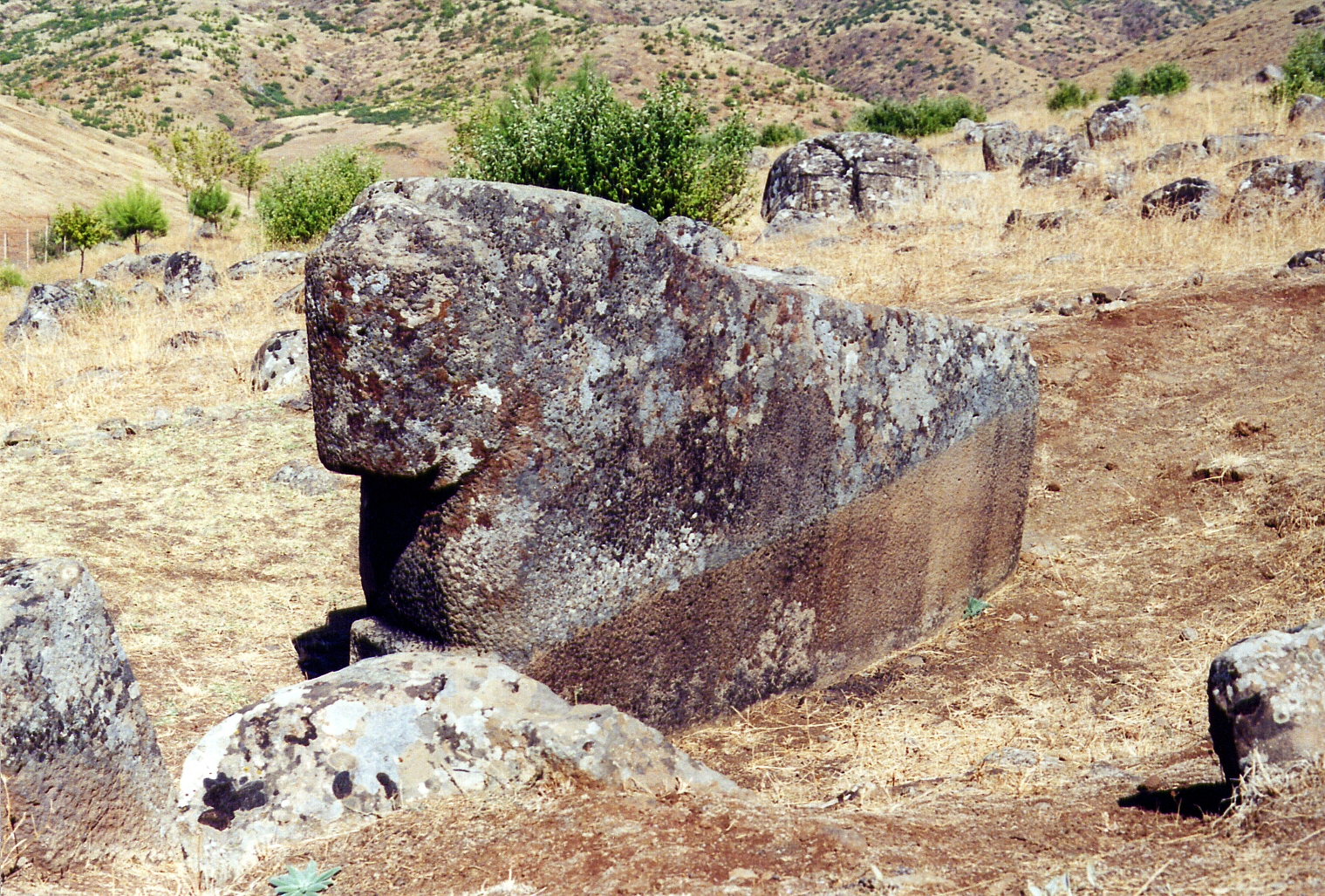
León para portón.

En la cantera, se rompían grandes bloques de basalto rojo golpeando las grietas que tuvieran con martillo y cincel. Se introducían cuñas de madera en estas grietas y se echaba agua, que provocaba que la madera se expandiese, partiendo con ello los bloques de piedra en fragmentos más pequeños. Estos fragmentos se tallaban con cincel y la cara exterior se suavizaba. A esto le seguía el tallado fino y el pulido de la pieza resultante. Los detalles finales no se realizaban por norma general en el taller, sino en el lugar de destino. Se desconoce la forma en que se transportaban las piezas.

## Estatus como Patrimonio de la Humanidad
Este sitio fue añadido en 2012 a la lista indicativa de Turquía para solicitar su inclusión en la lista del Patrimonio de la Humanidad de la UNESCO en la categoría cultural.